# Symplecta (Psiloconopa) ecalcar
Symplecta (Psiloconopa) ecalcar is een tweevleugelige uit de familie steltmuggen (Limoniidae). De soort komt voor in het Nearctisch gebied.